# Hasan Ali Kaldırım
Hasan Ali Kaldırım, né le 9 décembre 1989 à Neuwied (Allemagne), est un footballeur international turc. 
Il joue actuellement au poste d'arrière gauche dans le club turc du Kayserispor.

## Palmarès
- Championnat de Turquie : 2014
- Coupe de Turquie : 2013